# Imperatori d'Etiopia
 Gli imperatori d'Etiopia dal IX secolo (proclamazione dell'Impero etiope) al 1974 (abolizione dell'Impero) sono stati i seguenti:

## Lista
| Ritratto                            | Imperatore                      | Nome                        | Dal               | Al                | Note |
| ----------------------------------- | ------------------------------- | --------------------------- | ----------------- | ----------------- | --- |
| Dinastia Zaguè (IX/X secolo - 1270) |                                 |                             |                   |                   | |
|                                     | Mara Teclè Haimanòt             |                             |                   |                   | |
|                                     | Tatadim                         |                             |                   |                   | |
|                                     | Jan Sejum                       |                             |                   |                   | |
|                                     | Germa Sejum                     |                             |                   |                   | |
|                                     | Yemrehana Cristòs               |                             |                   |                   | |
|                                     | Kedus Harbe                     |                             |                   |                   | |
|                                     | Gebre Mesqel Lalibela           |                             | 1189              | 1229              | |
|                                     | Na'akueto La'ab                 |                             |                   |                   | |
|                                     | Yetbarak                        |                             |                   |                   | |
|                                     | Mairari                         |                             |                   |                   | |
|                                     | Harbai                          |                             |                   |                   | |
| Dinastia Salomonide                 |                                 |                             |                   |                   | |
|                                     | Yekuno Amlak                    | Tasfa Iasùs                 | 1270              | 1285              | |
|                                     | Iagbea Siòn                     | Salomone I                  | 1285              | 1294              | |
|                                     | Senfa Ared IV                   |                             | 1294              | 1295              | |
|                                     | Hezba Asgad                     |                             | 1295              | 1296              | |
|                                     | Qedma Asgad                     |                             | 1296              | 1297              | |
|                                     | Jin Asgad                       |                             | 1297              | 1298              | |
|                                     | Saba Asgad                      |                             | 1298              | 1299              | |
|                                     | Wedem Arad                      |                             | 1299              | 1314              | |
|                                     | Amda Seyon I                    | Ghebrè Mascal I             | 1314              | 1344              | |
|                                     | Newàia Cristòs                  | Saifa Ar'ed                 | 1344              | 1372              | |
|                                     | Newaya Mariàm                   | Wedem Asfare o Gemma Asfare | 1372              | 1382              | |
|                                     | Dauit I                         |                             | 1382              | 1413              | |
|                                     | Teodoro I                       | Walda Ambasa                | 1413              | 1414              | |
|                                     | Ieshàc I                        | Ghebrè Mascal II            | 1414              | 1429              | |
|                                     | Andreyas                        |                             | 1429              | 1430              | Governò 4 o 6 mesi. |
|                                     | Teclè Mariàm                    | Hezba Nan                   | 1430              | 1433              | |
|                                     | Sarwe Iasùs                     | Mehreka Nan                 | 1433              |                   | |
|                                     | Amda Iasùs                      | Badel Nan                   | 1433              | 1434              | Governò 8 mesi. |
|                                     | Zara Iacòb                      |                             | 1434              | 1468              | |
|                                     | Baeda Mariàm I                  |                             | 1468-1478         |                   | |
|                                     | Eskender                        | Costantino II               | 1478              | 1494              | |
|                                     | Amda Siòn II                    |                             | 1494              |                   | Governò 6 o 7 mesi. |
|                                     | Na'od                           |                             | 1494              | 1508              | |
|                                     | Dauit II                        | Lebna Denghel               | 1508              | 1540              | |
|                                     | Claudio I                       | Asnaf Sagad I               | 3 settembre 1540  | 23 marzo 1559     | |
|                                     | Menas                           | Admas Sagad I               | 1559              | 1563              | |
|                                     | Sarsa Denghel                   | Malac Sagad I               | 1563              | 1597              | |
|                                     | Iacòb                           | Malac Sagad II              | 1597              | 1603              | |
|                                     | Za Denghel                      | Asnaf Sagad II              | 1603              | 1604              | |
|                                     | Iacòb                           | Malac Sagad II              | 1604              | 1606              | Restaurato |
|                                     | Susenyos I                      | Malac Sagad III             | 1606              | 1632              | Incoronato il 18 marzo 1608 |
|                                     | Fāsiladas                       | `Alam Sagad                 | 1632              | 1667              | |
|                                     | Giovanni I                      | A'ilaf Sagad                | 1667              | 1682              | |
|                                     | Iasù I                          | Adiam Sagad II              | 19 luglio 1682    | 13 ottobre 1706   | |
|                                     | Ieshàc Iasù                     |                             | 1685              |                   | Usurpatore |
|                                     | Teclè Haimanòt I                | Le`al Sagad                 | 27 marzo 1706     | 30 giugno 1708    | |
|                                     | Amda Siòn                       |                             | Settembre 1707    | Ribelle           | |
|                                     | Tewoflos (Theophilus)           | Walda Ambasa                | 1º luglio 1708    | 14 ottobre 1711   | |
|                                     | Nebahne Giovanni                |                             | 1709              | luglio 1710       | Ribelle |
|                                     | Yostos (Justus)                 | Sahay Sagad                 | 14 ottobre 1711   | 19 febbraio 1716  | Non appartenente alla Dinastia Salominica.                                                                                           |
|                                     | Dauit III                       | Adabar Sagad                | 8 febbraio 1716   | 18 maggio 1721    | |
|                                     | Bakaffa                         | Asma Sagad o Masih Sagad    | 18 maggio 1721    | 1730              | |
|                                     | Iasù II (Joshua II)             | Berhàno Adiam Sagad II      | 19 settembre 1730 | 26 giugno 1755    | |
|                                     | Hezqeyas                        |                             | 1736              | 1737              | Ribelle |
| Zemene Mesafint (Era dei Principi)  |                                 |                             |                   |                   | |
|                                     | Iyoas (Joas)                    | Adiam Sagad                 | 26 giugno 1755    | 7 maggio 1769     | |
|                                     | Giovanni II (John II)           |                             | 7 maggio          | 18 ottobre 1769   | |
|                                     | Teclè Haimanòt II               | Admas Sagad III             | 18 ottobre 1769   | giugno 1770       | |
|                                     | Susenios II                     |                             | giugno            | dicembre 1770     | |
|                                     | Teclè Haimanòt II               | Admas Sagad III             | 18 ottobre 1769   | 13 aprile 1777    | Restaurato |
|                                     | Salomone II                     |                             | 13 aprile 1777    | 20 luglio 1779    | |
|                                     | Teclè Ghiorghìs I               | Fecher Sagad                | 20 luglio 1779    | 8 febbraio 1784   | |
|                                     | Iasù III                        |                             | 16 febbraio 1784  | 24 aprile 1788    | |
|                                     | Iasù                            |                             | 1787              | 1788              | In opposizione a Iasù III |
|                                     | Baeda Mariàm                    |                             | 1787              | 1788              | In opposizione a Iasù III |
|                                     | Teclè Haimanòt                  |                             | febbraio 1788     | 1789              | In opposizione a Iasù III |
|                                     | Teclè Ghiorghìs I               | Fecher Sagad                | 24 aprile 1788    | 26 luglio 1789    | Restaurato |
|                                     | Hezqeyas (Hezekiah)             |                             | 26 luglio 1789    | gennaio 1794      | |
|                                     | Teclè Ghiorghìs I               | Fecher Sagad                | gennaio 1794      | 15 aprile 1795    | Restaurato |
|                                     | Baeda Mariàm II                 |                             | 15 aprile         | dicembre 1795     | |
|                                     | Teclè Ghiorghìs I               | Fecher Sagad                | dicembre 1795     | 20 maggio 1796    | Restaurato |
|                                     | Salomone III                    |                             | 20 maggio 1796    | 15 luglio 1797    | |
|                                     | Yonas (Giovanni)                |                             | 18 agosto 1797    | 4 gennaio 1798    | |
|                                     | Teclè Ghiorghìs I               | Fecher Sagad                | 4 gennaio 1798    | 20 maggio 1799    | Restaurato |
|                                     | Salomone III                    |                             | 20 maggio 1799    | 15 luglio 1799    | Restaurato |
|                                     | Demetrio I                      |                             | 25 luglio 1799    | 24 marzo 1800     | |
|                                     | Teclè Ghiorghìs I               | Fecher Sagad                | 24 marzo          | giugno 1800       | Restaurato |
|                                     | Demetrio I                      |                             | giugno 1800       | giugno 1801       | Restaurato |
|                                     | Egwale Siòn                     | Newaya Sagad                | giugno 1801       | 3 giugno 1818     | |
|                                     | Iyoas II                        |                             | 19 giugno 1818    | 3 giugno 1821     | |
|                                     | Gigar                           |                             | 3 giugno 1821     | aprile 1826       | |
|                                     | Baeda Mariàm III                |                             | aprile 1826       |                   | |
|                                     | Gigar                           |                             | aprile 1826       | 18 giugno 1830    | Restaurato |
|                                     | Iasù IV                         |                             | 18 giugno 1830    | 18 marzo 1832     | |
|                                     | Ghebrè Cristòs                  |                             | 18 marzo 1832     | 1832              | |
|                                     | Sahle Dengel                    |                             | 1832              |                   | |
|                                     | Ghebrè Cristòs                  |                             | 1832              | 8 giugno 1832     | Restaurato |
|                                     | Sahle Dengel                    |                             | ottobre 1832      | 29 agosto 1840    | Restaurato |
|                                     | Egwale Anbesa                   |                             | 1832              |                   | Usurpatore |
|                                     | Giovanni III                    |                             | 30 agosto 1840    | ottobre 1841      | |
|                                     | Sahle Dengel                    |                             | ottobre 1841      | 1845              | Restaurato |
|                                     | Giovanni III                    |                             | 1845              |                   | Restaurato |
|                                     | Sahle Dengel                    |                             | 1845              | 1850              | Restaurato |
|                                     | Giovanni III                    |                             | 1850              | 1851              | Restaurato |
|                                     | Sahle Dengel                    |                             | 1851              | 11 febbraio 1855  | Restaurato |
| Dinastia Salomonide                 |                                 |                             |                   |                   | |
|                                     | Teodoro II                      | Cassa Hailu                 | 9 febbraio 1855   | 13 aprile 1868    | |
| Dinastia Zaguè                      |                                 |                             |                   |                   | |
|                                     | Teclè Ghiorghìs II              | Uagsciùm Gobasiè            | 11 giugno 1868    | 11 luglio 1871    | |
| Dinastia del Tigrai                 |                                 |                             |                   |                   | |
|                                     | Giovanni IV                     | Cassa Mercha                | 11 luglio 1871    | 9 marzo 1889      | |
| Dinastia Salomonide                 |                                 |                             |                   |                   | |
|                                     | Menelik II                      | Sahle Mariàm                | 9 marzo 1889      | 12 dicembre 1913  | Re dello Scioa prima dell'incoronazione                                                                                              |
|                                     | ligg Iasù                       | ligg Kifle Iacòb            | 12 dicembre 1913  | 27 settembre 1916 | portò il titolo di reggente ma non fu mai incoronato imperatore; fu deposto dalla nobiltà con l'avallo della Chiesa Ortodossa Etiope |
|                                     | Zauditù                         | Askala Mariàm               | 27 settembre 1916 | 2 aprile 1930     | Imperatrice |
|                                     | Hailé Selassié I                | Tafarì Maconnén             | 2 aprile 1930     | 2 maggio 1936     | Incoronato il 2 novembre 1930 |
| Casa Savoia                         |                                 |                             |                   |                   | |
|                                     | Vittorio Emanuele III di Savoia |                             | 9 maggio 1936     | 5 maggio 1941     | Porta il titolo di Imperatore d'Etiopia; rinuncia al titolo il 27 novembre 1943.                                                     |
| Dinastia Salomonide                 |                                 |                             |                   |                   | |
|                                     | Hailé Selassié I                | Tafari Maconnen             | 5 maggio 1941     | 12 settembre 1974 | Restaurato; fu deposto dal Derg |
|                                     | Amha Selassie I                 | Asfa Uossen                 | 12 settembre 1974 | 12 marzo 1975     | Designato dal Derg come Re (non come imperatore), ma mai incoronato; si proclamò imperatore in esilio l'8 aprile 1989                |